# Pandanus tenuimarginatus
Pandanus tenuimarginatus är en enhjärtbladig växtart som beskrevs av Huynh. Pandanus tenuimarginatus ingår i släktet Pandanus och familjen Pandanaceae.
Artens utbredningsområde är Kamerun. Inga underarter finns listade.